# フィリピン・コルディリェーラの棚田群
フィリピン・コルディリェーラの棚田群（フィリピン・コルディリェーラのたなだぐん）は、フィリピンのルソン島北部の中央山岳地帯の主に東斜面に広がっている棚田地帯。棚田の規模としては、世界最大ともいわれている。1995年に、ユネスコの世界遺産（文化遺産）に登録されている。

## 概要
フィリピンのルソン島の北部中央に広がるコルディレラは、標高が1000メートルを越える峰々が多数存在する。コルディレラは、スペイン語で山脈。この山域でもバギオという街は、避暑地として有名である。このバギオの東北にあるバナウェでは、大規模な棚田を見ることができる。また、バダットやボントックも大規模な棚田が広がっている。コルディリェーラの棚田は、天国へ昇る階段とも比喩される。棚田の総延長は2万キロメートルを越えるとも言われている。また、1995年にユネスコの世界遺産に登録された際は、日本の棚田保護政策のきっかけになったともいわれている。
近年は、若者の都会流出による人手不足によって耕作放棄された田や、水の流れを無視した住居の建築も増え、景観の維持が課題となっている。これを踏まえ、2001年にユネスコの世界遺産の危機遺産へも登録されている。
コルディリェーラの棚田は、山岳民族のイフガオ族などが紀元前1000年 - 紀元前100年から造成しはじめたといわれている。一部、水牛なども使われたようだが、ほとんどが手作業である。
ボントックには、民族博物館がある。

## 登録基準
この世界遺産は世界遺産登録基準のうち、以下の条件を満たし、登録された（以下の基準は世界遺産センター公表の登録基準からの翻訳、引用である）。
- (3) 現存するまたは消滅した文化的伝統または文明の、唯一のまたは少なくとも稀な証拠。
- (4) 人類の歴史上重要な時代を例証する建築様式、建築物群、技術の集積または景観の優れた例。
- (5) ある文化（または複数の文化）を代表する伝統的集落、あるいは陸上ないし海上利用の際立った例。もしくは特に不可逆的な変化の中で存続が危ぶまれている人と環境の関わりあいの際立った例。